# Иван Ахчин
Иван Ахчин (словен. Ivan Ahčin, Домжале, 9. март 1897 – Буенос Ајрес, 16. фебруар 1960) је био словеначки и југословенски теолог, социолог, новинар, публициста и политичар, колаборациониста у Другом светском рату.
Учествовао је у Првом светском рату као аустроугарски војник.
Студирао је теологију на Универзитету у Љубљани и дипломирао 1925. године. Ту се запослио као професор социологије, а од 1929. до 1941. године је био уредник дневних новина Словенец, органа Словеначке народне странке. Био је један од најближих сарадника Антона Корошеца, председника Словеначке народне странке.
Био је потпредседник љубљанске секције Југословенског удружења новинара. Писао је против комунизма и слободног зидарства.
После Априлског рата 1941. године, ставио се у службу окупационих снага у Љубљанској провинцији, заједно са Марком Натлаченом, некадашњим баном Дравске бановине. Након што је Натлачен убијен у Љубљани 13. октобра 1942. године, Ахчин одлази у Рим. Тамо успоставља везу са југословенском краљевском владом у емиграцији и почиње сарадњу са Михом Креком, словеначким конзервативцем и министром емигрантске владе. Помагао је поједине антинацисте да се извуку из ратне зоне.
Преселио се у Аргентину 1945. године и постао професор теологије на Универзитету у Буенос Ајресу.
Преминуо је 16. фебруара 1960. године у Буенос Ајресу.

## Наслеђе
Словеначки историчари Бојан Годеша и Ервин Доленц су 1999. године у Љубљани, издали мемоаре Ивана Ахчина о времену сарадње са Корошецом, под насловом "Изгубљени спомин на Антона Корошца".

## Дела
- Комунизам: највећа опасност нашег доба, 1939;
- Слободно зидарство, 1941;
- Социологија I, 1953;
- Социологија II, 1955;
- Социјална економија, 1958.